# Montreuil (Wandea)
Montreuil – miejscowość i gmina we Francji, w regionie Kraj Loary, w departamencie Wandea.
Według danych na rok 1990 gminę zamieszkiwało 598 osób, a gęstość zaludnienia wynosiła 50 osób/km² (wśród 1504 gmin Kraju Loary Montreuil plasuje się na 787. miejscu pod względem liczby ludności, natomiast pod względem powierzchni na miejscu 917.).